# Hugo Schiff

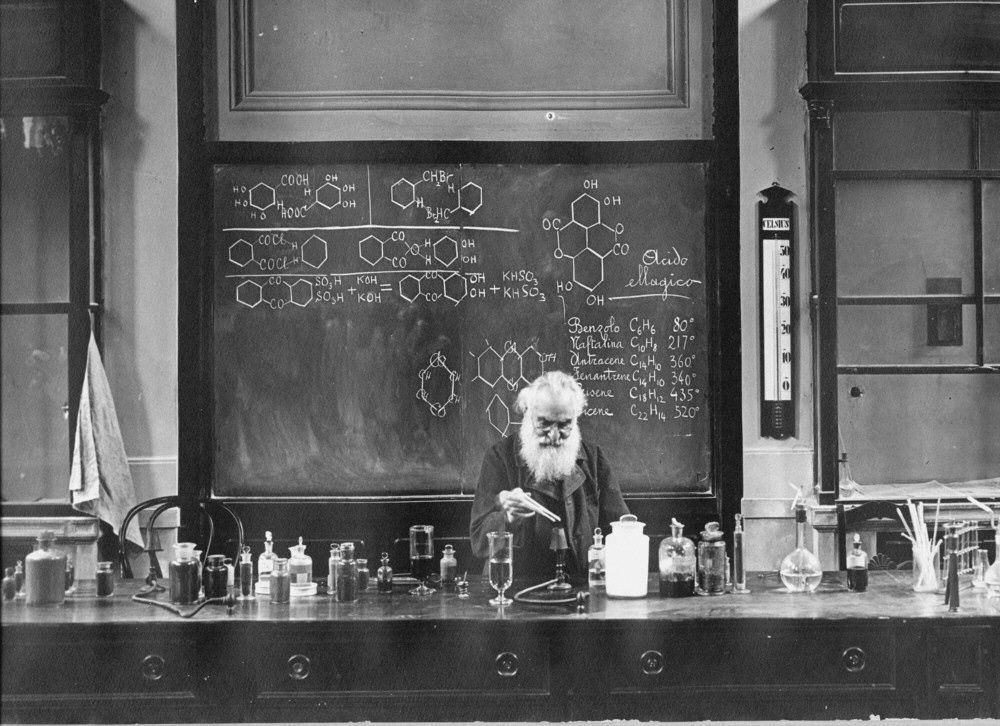
Hugo Schiff in Florenz an seinem 81. Geburtstag am 26. April 1915

Hugo (Ugo) Schiff (* 26. April 1834 in Frankfurt am Main; † 8. September 1915 in Florenz) war ein deutsch-italienischer Chemiker. Er ist ein Bruder des Physiologen Moritz Schiff.

## Lebenslauf
Hugo Schiff studierte in Göttingen bei Friedrich Wöhler Chemie. Er wurde 1857 mit einer Arbeit Über einige Naphthyl- und Phenylderivate promoviert. Von 1857 bis 1863 hatte er einen Lehrauftrag an der Universität Bern.
1863 ging Schiff nach Italien, zuerst nach Pisa (1863 bis 1864), wo er über Aldehyde arbeitete und die nach ihm benannten Imine (Schiffsche Basen) sowie den Aldehydnachweis durch die nach ihm benannte Schiffsche Probe entdeckte.
Von 1864 bis 1876 lebte Schiff in Florenz, wo er zusammen mit Stanislao Cannizzaro die Gazzetta Chimica Italiana gründete, 120 Jahre lang die führende italienische Chemiefachzeitschrift.
1877 wurde er Professor für Chemie in Turin, kehrte aber 1879 nach Florenz zurück, wo er das Chemische Institut an der Universität Florenz gründete. 1905 isolierte Schiff mit dem Diphenylketen das erste Keten. Er arbeitete zudem über Aminosäuren und die Biuretreaktion. An der Universität Florenz existiert noch heute das Hugo Schiff International Store House.